# Bandeira do Espírito Santo (Signorelli)
A Bandeira do Espírito Santo (em italiano: Gonfalone dello Spirito Santo) é uma pintura de têmpera sobre tela (156x104 cm) de Luca Signorelli, datada de 1494 e preservada na Palazzo Ducale (Urbino). É pintado em dois lados, mostrando respectivamente a Crucificação e a Descida do Espírito Santo.